# Симничени (Олт)
Симничени (рум. Simniceni) насеље је у Румунији у округу Олт у општини Вулпени. Oпштина се налази на надморској висини од 203 m.

## Становништво
Према подацима из 2002. године у насељу је живело 120 становника, од којих су сви румунске националности.